# Sudbury Arena
Sudbury Arena é uma arena multi-uso localizado em Sudbury, Canadá.